# Храм Светих цара Константина и царице Јелене у Црвеној Јабуци
Храм Светих цара Константина и царице Јелене у Црвеној Јабуци, се налази у Бабушничкој општини а припада Власотиначком намесништву. Црква је саграђена 1868. године а обновљена 2011. године.

## Историја
Дана 3. октобра 1867. године, султан Абдул Азиз је одобрио градњу цркве у Црвеној Јабуци а црква је завршена 3. октобра 1868. године. Приликом копања темеља откривена је грађевина из доба цара Константина па је храм назван по царици Јелени. Од тада се слави 3. јун као Константинвдан. Црквене књиге се воде од 1879. године. Највећи ктитор цркве је био тадашњи трговац Давид Петковић и његова породица.
Године 1889. свештеник из Стрелца Милан Ракић и трговац Давид Петковић (тадашњи народни посланик) даривали су цркви Свето јеванђеље (данас се чува у Народном музеју у Бабушници).
Новоослобођене крајеве па и Црвену Јабуку посетио је 12. октобра 1892. године краљ Александар Обреновић и краљица Драга. Тада су даривали једно звоно цркви а друго школи. Једно звоно је било њихов дар а друго дар владе Србије.
На позив Давида Петковића, као једног од најбогатијих и најугледнијих људи краја али и посланика у срезу Трнском, краљ и краљица су дошли на освећење цркве. Давид Петковић је родом из Трна али је касније са око тристотине виђенијих Срба отишао из Трна за Београд, незадовољан одлукама да град Трн припадне Бугарској. По причању старих мештана и потомака породице Петковић: „Краљ и краљица су у посету Црвеној Јабуци дошли на коњима”.
Звона, која су поклонили краљ и краљица, и данас красе сеоску цркву и чувају успомену на несвакидашњу посету краљевске породице овом забаченом планинском селу.

## Галерија

### Црква
- Уметничка слика цркве (Винко Димитријевић (сликар))
- Улаз у цркву
- Бунар испред цркве
- Унутрашњост цркве

### Звона
- Велико звоно
- Мало звоно
- Звона у звонику
- Звоник